# Tour de France 2014 – 7. etap
7. etap kolarskiego wyścigu Tour de France 2014 odbył się 11 lipca. Start etapu miał miejsce w miejscowości Épernay, zaś meta w Nancy. Etap liczył 234,5 kilometra.
Zwycięzcą etapu został włoski kolarz Vincenzo Nibali. Drugie miejsce zajął Słowak Peter Sagan, a trzecie Francuz Tony Gallopin.

## Premie
Na 7. etapie były następujące premie:
| Rodzaj | Rodzaj           | Miejscowość/ Miejsce       | Kilometry (od startu) | Kilometry (do mety) |
| ------ | ---------------- | -------------------------- | --------------------- | ------------------- |
|        | Lotna            | Hannonville-sous-les-Côtes | 148 km                | 86,5 km             |
|        | Górska (IV kat.) | Côte de Maron              | 217,5 km              | 17 km               |
|        | Górska (IV kat.) | Côte de Boufflers          | 229 km                | 5,5 km              |

### Wyniki
| Lotna – Hannonville-sous-les-Côtes |                     |        |        |
| Miejsce                            | Zawodnik            | Zespół | Punkty |
| 1.                                 | Martin Elmiger      | IAM    | 20     |
| 2.                                 | Alexandre Pichot    | EUC    | 17     |
| 3.                                 | Anthony Delaplace   | BSE    | 15     |
| 4.                                 | Matthew Busche      | TRE    | 13     |
| 5.                                 | Nicolas Edet        | COF    | 11     |
| 6.                                 | Bartosz Huzarski    | TNE    | 10     |
| 7.                                 | Bryan Coquard       | EUC    | 9      |
| 8.                                 | Mark Renshaw        | OPQ    | 8      |
| 9.                                 | Peter Sagan         | CAN    | 7      |
| 10.                                | Elia Viviani        | CAN    | 6      |
| 11.                                | Alessandro Petacchi | OPQ    | 5      |
| 12.                                | Fabio Sabatini      | CAN    | 4      |
| 13.                                | Niki Terpstra       | OPQ    | 3      |
| 14.                                | Marcel Kittel       | GIA    | 2      |
| 15.                                | Mickaël Delage      | FDJ    | 1      |

| Górska – Côte de Boufflers |             |        |        |
| Miejsce                    | Zawodnik    | Zespół | Punkty |
| 1.                         | Simon Yates | OGE    | 1      |

| Górska – Côte de Maron |                   |        |        |
| Miejsce                | Zawodnik          | Zespół | Punkty |
| 1.                     | Greg Van Avermaet | BMC    | 1      |

## Wyniki etapu
| Miejsce | Zawodnik               | Państwo           | Zespół                               | Czas       | Punkty |
| ------- | ---------------------- | ----------------- | ------------------------------------ | ---------- | ------ |
| 1.      | Matteo Trentin         | Włochy            | Omega Pharma-Quick-Step Cycling Team | 5h 18' 39" | 45     |
| 2.      | Peter Sagan            | Słowacja          | Cannondale Pro Cycling               | +0"        | 35     |
| 3.      | Tony Gallopin          | Francja           | Lotto-Belisol                        | +0"        | 30     |
| 4.      | Tom Dumoulin           | Holandia          | Team Giant-Shimano                   | +0"        | 26     |
| 5.      | Simon Gerrans          | Australia         | Orica GreenEdge                      | +0"        | 22     |
| 6.      | Daniel Oss             | Włochy            | BMC Racing Team                      | +0"        | 20     |
| 7.      | Cyril Gautier          | Francja           | Team Europcar                        | +0"        | 18     |
| 8.      | Sylvain Chavanel       | Francja           | IAM Cycling                          | +0"        | 16     |
| 9.      | Sep Vanmarcke          | Belgia            | Belkin Pro Cycling Team              | +0"        | 14     |
| 10.     | Greg Van Avermaet      | Belgia            | BMC Racing Team                      | +0"        | 12     |
| 11.     | Kévin Reza             | Francja           | Team Europcar                        | +0"        | 10     |
| 12.     | Alejandro Valverde     | Hiszpania         | Movistar Team                        | +0"        | 8      |
| 13.     | Arthur Vichot          | Francja           | FDJ.fr                               | +0"        | 6      |
| 14.     | Rui Costa              | Portugalia        | Lampre-Merida                        | +0"        | 4      |
| 15.     | Romain Bardet          | Francja           | Ag2r-La Mondiale                     | +0"        | 2      |
| 16.     | Vincenzo Nibali        | Włochy            | Astana Pro Team                      | +0"        | —      |
| 17.     | Jean-Christophe Péraud | Francja           | Ag2r-La Mondiale                     | +0"        | —      |
| 18.     | Bauke Mollema          | Holandia          | Belkin Pro Cycling Team              | +0"        | —      |
| 19.     | Richie Porte           | Australia         | Team Sky                             | +0"        | —      |
| 20.     | Thibaut Pinot          | Francja           | FDJ.fr                               | +0"        | —      |
| 21.     | Alberto Contador       | Hiszpania         | Tinkoff-Saxo                         | +0"        | —      |
| 22.     | Michał Kwiatkowski     | Polska            | Omega Pharma-Quick-Step Cycling Team | +0"        | —      |
| 23.     | Fränk Schleck          | Luksemburg        | Trek Factory Racing                  | +0"        | —      |
| 24.     | Mikel Nieve            | Hiszpania         | Team Sky                             | +0"        | —      |
| 25.     | Jakob Fuglsang         | Dania             | Astana Pro Team                      | +0"        | —      |
| 26.     | Chris Horner           | Stany Zjednoczone | Lampre-Merida                        | +0"        | —      |
| 27.     | Pierre Rolland         | Francja           | Team Europcar                        | +0"        | —      |
| 28.     | Alexander Kristoff     | Norwegia          | Team Katusha                         | +0"        | —      |
| 29.     | Samuel Dumoulin        | Francja           | Ag2r-La Mondiale                     | +0"        | —      |
| 30.     | Geraint Thomas         | Wielka Brytania   | Team Sky                             | +0"        | —      |
|         |                        |                   |                                      |            |        |
| 128.    | Martin Elmiger         | Szwajcaria        | IAM Cycling                          | +8' 48"    | —      |

## Klasyfikacje po 7. etapie

### Klasyfikacja generalna
| Miejsce | Zawodnik              | Państwo           | Zespół                               | Czas        |
| ------- | --------------------- | ----------------- | ------------------------------------ | ----------- |
|         | Vincenzo Nibali       | Włochy            | Astana Pro Team                      | 29h 57' 04" |
| 2.      | Jakob Fuglsang        | Dania             | Astana Pro Team                      | +2"         |
| 3.      | Peter Sagan           | Słowacja          | Cannondale Pro Cycling               | +44"        |
| 4.      | Michał Kwiatkowski    | Polska            | Omega Pharma-Quick-Step Cycling Team | +50"        |
| 5.      | Jurgen Van den Broeck | Belgia            | Lotto-Belisol                        | +1' 45"     |
| 6.      | Tony Gallopin         | Francja           | Lotto-Belisol                        | +1' 45"     |
| 7.      | Richie Porte          | Australia         | Team Sky                             | +1' 54"     |
| 8.      | Andrew Talansky       | Stany Zjednoczone | Garmin-Sharp                         | +2' 05"     |
| 9.      | Alejandro Valverde    | Hiszpania         | Movistar Team                        | +2' 11"     |
| 10.     | Romain Bardet         | Francja           | Ag2r-La Mondiale                     | +2' 11"     |
| 11.     | Rui Costa             | Portugalia        | Lampre-Merida                        | +2' 11"     |
| 12.     | Fabian Cancellara     | Szwajcaria        | Trek Factory Racing                  | +2' 20"     |
| 13.     | Tom Dumoulin          | Holandia          | Team Giant-Shimano                   | +2' 25"     |
| 14.     | Bauke Mollema         | Holandia          | Belkin Pro Cycling Team              | +2' 27"     |
| 15.     | Geraint Thomas        | Wielka Brytania   | Team Sky                             | +2' 30"     |
| 16.     | Alberto Contador      | Hiszpania         | Tinkoff-Saxo                         | +2' 37"     |
| 17.     | Jurij Trofimow        | Rosja             | Team Katusha                         | +2' 39"     |
| 18.     | Tejay van Garderen    | Stany Zjednoczone | BMC Racing Team                      | +3' 14"     |
| 19.     | Thibaut Pinot         | Francja           | FDJ.fr                               | +3' 24"     |
| 20.     | Michael Albasini      | Szwajcaria        | Orica GreenEdge                      | +3' 29"     |

### Klasyfikacja punktowa
| Miejsce | Zawodnik           | Państwo   | Zespół                               | Punkty   |
| ------- | ------------------ | --------- | ------------------------------------ | -------- |
|         | Peter Sagan        | Słowacja  | Cannondale Pro Cycling               | 259 pkt. |
| 2.      | Bryan Coquard      | Francja   | Team Europcar                        | 146 pkt. |
| 3.      | Marcel Kittel      | Niemcy    | Team Giant-Shimano                   | 137 pkt. |
| 4.      | Alexander Kristoff | Norwegia  | Team Katusha                         | 117 pkt. |
| 5.      | Mark Renshaw       | Australia | Omega Pharma-Quick-Step Cycling Team | 95 pkt.  |
| 6.      | André Greipel      | Niemcy    | Lotto-Belisol                        | 91 pkt.  |
| 7.      | Greg Van Avermaet  | Belgia    | BMC Racing Team                      | 60 pkt.  |
| 8.      | Tony Gallopin      | Francja   | Lotto-Belisol                        | 56 pkt.  |
| 9.      | Samuel Dumoulin    | Francja   | Ag2r-La Mondiale                     | 55 pkt.  |
| 10.     | Matteo Trentin     | Włochy    | Omega Pharma-Quick-Step Cycling Team | 54 pkt.  |

### Klasyfikacja górska
| Miejsce | Zawodnik          | Państwo   | Zespół                     | Punkty |
| ------- | ----------------- | --------- | -------------------------- | ------ |
|         | Cyril Lemoine     | Francja   | Cofidis, Solutions Crédits | 6 pkt. |
| 2.      | Blel Kadri        | Francja   | Ag2r-La Mondiale           | 5 pkt. |
| 3.      | Jens Voigt        | Niemcy    | Trek Factory Racing        | 4 pkt. |
| 4.      | Nicolas Edet      | Francja   | Cofidis, Solutions Crédits | 4 pkt. |
| 5.      | Luis Ángel Maté   | Hiszpania | Cofidis, Solutions Crédits | 3 pkt. |
| 6.      | Thomas Voeckler   | Francja   | Team Europcar              | 3 pkt. |
| 7.      | Pierre Rolland    | Francja   | Team Europcar              | 2 pkt. |
| 8.      | Tom-Jelte Slagter | Holandia  | Garmin-Sharp               | 2 pkt. |
| 9.      | Perrig Quémeneur  | Francja   | Team Europcar              | 2 pkt. |
| 10.     | David de la Cruz  | Hiszpania | Team NetApp-Endura         | 2 pkt. |

### Klasyfikacja młodzieżowa
| Miejsce | Zawodnik           | Państwo   | Zespół                               | Czas        |
| ------- | ------------------ | --------- | ------------------------------------ | ----------- |
|         | Peter Sagan        | Słowacja  | Cannondale Pro Cycling               | 29h 57' 48" |
| 2.      | Michał Kwiatkowski | Polska    | Omega Pharma-Quick-Step Cycling Team | +6"         |
| 3.      | Romain Bardet      | Francja   | Ag2r-La Mondiale                     | +1' 27"     |
| 4.      | Tom Dumoulin       | Holandia  | Team Giant-Shimano                   | +1' 41"     |
| 5.      | Thibaut Pinot      | Francja   | FDJ.fr                               | +2' 40"     |
| 6.      | Matteo Trentin     | Włochy    | Omega Pharma-Quick-Step Cycling Team | +11' 39"    |
| 7.      | Jesús Herrada      | Hiszpania | Movistar Team                        | +22' 32"    |
| 8.      | Rudy Molard        | Francja   | Cofidis, Solutions Crédits           | +26' 13"    |
| 9.      | Bryan Coquard      | Francja   | Team Europcar                        | +26' 16"    |
| 10.     | Tom-Jelte Slagter  | Holandia  | Garmin-Sharp                         | +26' 52"    |

### Klasyfikacja drużynowa
| Miejsce | Zespół                  | Państwo           | Czas        |
| ------- | ----------------------- | ----------------- | ----------- |
|         | Astana Pro Team         | Kazachstan        | 89h 52' 20" |
| 2.      | Belkin Pro Cycling Team | Holandia          | +4' 18"     |
| 3.      | Team Sky                | Wielka Brytania   | +6' 31"     |
| 4.      | BMC Racing Team         | Stany Zjednoczone | +7' 08"     |
| 5.      | Trek Factory Racing     | Stany Zjednoczone | +8' 25"     |
| 6.      | Team NetApp-Endura      | Niemcy            | +10' 36"    |
| 7.      | Team Katusha            | Rosja             | +11' 20"    |
| 8.      | Orica GreenEdge         | Australia         | +11' 57"    |
| 9.      | IAM Cycling             | Szwajcaria        | +12' 53"    |
| 10.     | Cannondale Pro Cycling  | Włochy            | +13' 11"    |